# Acanthocephalus balkanicus
Acanthocephalus balkanicus är en hakmaskart som beskrevs av Batchvoarov 1974. Acanthocephalus balkanicus ingår i släktet Acanthocephalus och familjen Echinorhynchidae. Inga underarter finns listade i Catalogue of Life.